# Báscones de Valdivia
Báscones de Valdivia ist ein spanischer Ort in der Provinz Palencia der Autonomen Gemeinschaft Kastilien und León. Der Ort gehört zur Gemeinde Pomar de Valdivia, er befindet sich zwei Kilometer südwestlich vom Hauptort der Gemeinde.

## Sehenswürdigkeiten
- Kirche San Sebastián, erbaut im 16. Jahrhundert. Vom romanischen Vorgängerbau ist noch ein Tympanon mit der Darstellung des segnenden Christus erhalten.